# Jo Eun-ji
Jo Eun-ji (* 10. Februar 1981 in Daejeon) ist eine südkoreanische Schauspielerin, Filmregisseurin und Sängerin. Sie war seit ihrem Karrierebeginn 2000 als Nebendarstellerin in zahlreichen Film- und Fernsehproduktionen zu sehen und gab 2021 ihr Regiedebüt.

## Leben
Jo Eun-ji besuchte die Dongshin High School in ihrer Heimatstadt Daejeon. Sie begann ihre Schauspielkarriere 2000 mit einer Nebenrolle als Ran im Jugenddrama Tears, für die sie 2001 mit dem Blue Dragon Award als beste Darstellerin nominiert wurde. In den folgenden Jahren wirkte Jo Eun-ji als Nebendarstellerin in mehreren Filmen mit, darunter 2004 im koreanisch-japanischen Drama The Hotel Venus. Ebenfalls 2004 spielte sie ihre ersten Fernsehrollen.
2009 war Jo Eun-ji in einer größeren Rolle als In-soon im Horrorfilm Yoga Hakwon zu sehen. Eine weitere wichtige Rolle hatte sie 2012 an der Seite von Cho Yeo-jeong als Dienstmädchen Geum-ok im Erotik-Historiendrama Die Konkubine, für die sie einen Baeksang Arts Award als beste Nebendarstellerin erhielt. Im selben Jahr wirkte Jo Eun-ji in einer kleineren Rolle im Actionthriller Confession of Murder mit. 2013 folgte eine Hauptrolle in der Liebeskomödie Sunshine Love als Filmpartnerin von Oh Jung-se. Im 2014 erschienenen Actionfilm The Target spielte Jo Eun-ji als Park Su-jin und arbeitete hierbei erneut mit Cho Yeo-jeong zusammen.
2017 wirkte Jo Eun-ji als Kim Sun im Actionthriller The Villainess mit. 2021 gab sie ihr Regiedebüt mit der Tragikomödie Perhaps Love.
Neben ihrer Schauspielkarriere betätigte sich Jo Eun-ji auch als Sängerin und trug unter anderem das Lied Bed’s End zum Soundtrack des Films A Bizarre Love Triangle bei. 2009 veröffentlichte sie mit HybRefine die Single Milkyway. Jo Eun-ji ist seit 2014 mit ihrem Manager Park Jung-min verheiratet.

## Filmografie (Auswahl)
- 2000: Tears (Nunmul)
- 2002: A.F.R.I.K.A. (Apeurika)
- 2002: A Bizarre Love Triangle (Cheoleobtneun anaewa paramanjanhan nampyeon geurigo taekwon sonyeo)
- 2004: The Hotel Venus (Hoteru bînasu)
- 2005: The President’s Last Bang (Geudttae Geusaramdeul)
- 2006: My Scary Girl (Dalkom, salbeorhan yeonin)
- 2007: Two Outs in the Ninth Inning (9hoemal 2aut; Fernsehserie, 16 Folgen)
- 2008: Forever the Moment (Uri saengae choego-ui sungan)
- 2009: Yoga Hakwon
- 2009: Girlfriends (Gyeolpeurenjeu)
- 2010: Petty Romance (Jjejjehan romaenseu)
- 2012: Die Konkubine (Hugoong: Jewangui Chub)
- 2012: Confession of Murder (Naega Sarinbeomida)
- 2013: Running Man (Reonningmaen)
- 2013: Sunshine Love (Sseonsyain Reobeu)
- 2014: The Target (Pyojeok)
- 2014: How to Steal a Dog (Gaereul humchineun wanbyeokhan bangbeob)
- 2015: Beating Again (Sunjeonge Banhada; Fernsehserie, 16 Folgen)
- 2016: Entertainer (Ttanttara; Fernsehserie, eine Folge)
- 2017: The Villainess (Angnyeo)
- 2021: Perhaps Love (Jangleuman Lomaenseu; Regie)
- 2023: Strangers Again (Nam-i Doel Su Iss-eulkka; Fernsehserie, 12 Folgen)